# Maria Peter-Reininghaus
Pour les articles homonymes, voir Peter.
Maria Theresia von Reininghaus, épouse Peter (née le 24 novembre 1883 à Graz, morte le 21 décembre 1934 à Eggenberg), est une peintre et sculptrice autrichienne.

## Famille
Maria von Reininghaus est la fille de l'industriel et collectionneur d'art Carl (von) Reininghaus et de son épouse Zoe von Karajan. Parmi ses quatre frères et sœurs, il y a notamment la peintre et restauratrice Hanna Philippovich (de).
En 1907, Maria von Reininghaus épouse à Paris le major et plus tard capitaine des troupes du train (de), Johann (Hans) Wenzel Peter (né en 1877 à Vienne, mort en 1945 dans le camp de concentration de Buchenwald). Son mari reçoit le titre de comte zu Leiningen-Westerburg-Alt-Leiningen par adoption en 1923, une ancienne famille noble qui s'était auparavant éteinte dans la lignée masculine. Il s'agissait du fils illégitime de son père, qui voulait éviter que le nom ne disparaisse en adoptant son fils illégitime. Le mariage donne naissance à une fille (née en 1909 à Paris) et à deux fils (né en 1907 à Vienne, mort en 1993 et né en 1914 à Graz, mort en 1942 en Russie). Le fils aîné est le père du juge Hans-Christian Leiningen-Westerburg (1945-2022), qui acquiert une notoriété grâce à la condamnation d'Udo Proksch (de).

## Biographie
Maria von Reininghaus commence sa formation artistique dans sa ville natale de Graz en tant qu'élève de Komlosy. Elle poursuit ensuite ses études auprès du sculpteur Georg Winkler (1862-1933), professeur à l'école des arts et métiers locale, et du peintre Alfred Schrötter von Kristelli (de).

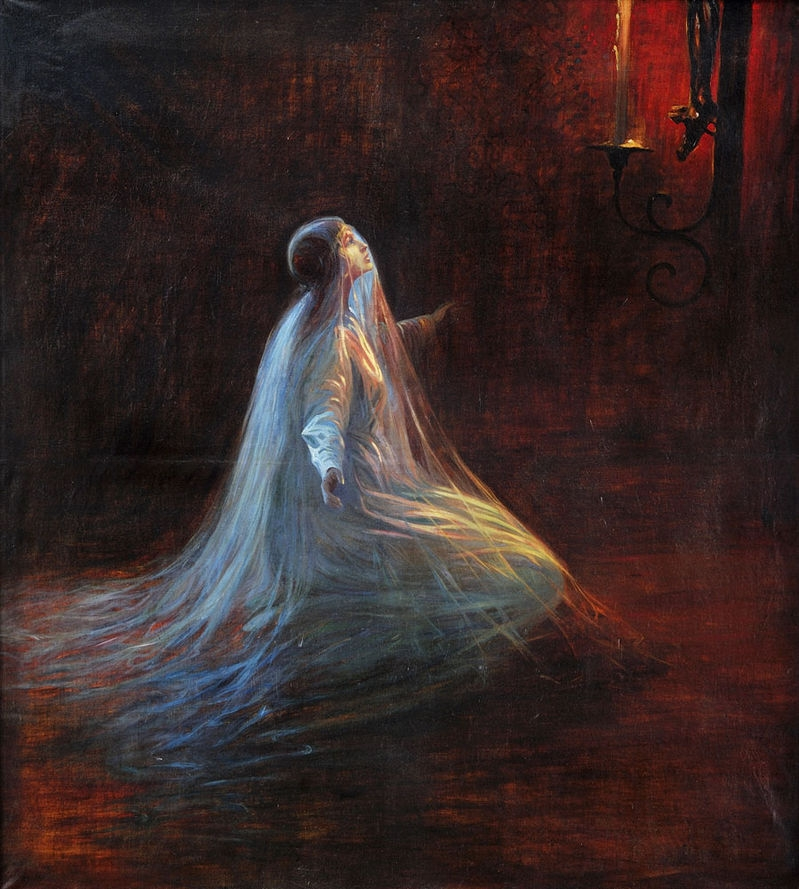
Rozjímanie (1912)

Peter-Reininghaus vit longtemps à Paris, où elle étudie la peinture, la sculpture, l'anatomie et la composition de 1904 à 1913 à l'Académie Julian, à l'École nationale supérieure des beaux-arts et à l'Académie Colarossi. Ses professeurs sont Jean-Paul Laurens, Albert Bartholomé et Auguste Rodin. Elle présente un buste d'enfant lors de l'exposition du printemps 1910 au Grand Palais. En 1912, elle expose au Salon de la Société des artistes français.
Dans les années 1920, Peter-Reininghaus retourne à Graz. Elle est membre de l'Association des artistes visuels de Styrie (de), dont elle participe aux expositions. En 1922, une exposition personnelle lui est consacrée au musée universel de Joanneum, où plus de 100 peintures et sculptures sont présentées.

## Œuvre
Maria Peter-Reininghaus est d'abord principalement sculptrice. Cependant, la peinture à l'huile a la même importance dans son œuvre. Avec ses paysages de Styrie, elle est le successeur stylistique de l'impressionnisme atmosphérique autrichien. Elle crée des pièces florales, des portraits, des nus et des œuvres avec des motifs religieux et historiques.